# Agrias horni
Agrias horni är en fjärilsart som beskrevs av Le Moult 1926. Agrias horni ingår i släktet Agrias och familjen praktfjärilar. Inga underarter finns listade i Catalogue of Life.